# التوقف عن تناول الدواء
توقف الدواء أو التوقف عن تناول الدواء (بالإنجليزية: Medication discontinuation) هو وقف العلاج الدوائي للمريض من قبل الطبيب أو المريض نفسه. عندما يبدأها الطبيب، تُعرف باسم الوصفة الطبية. يعد التوقف عن تناول الدواء ممارسة طبية مهمة قد يكون الدافع وراءها عدد من الأسباب:
- الحد من التعدد الدوائي.
- خفض الإنفاق على الصحة.
- تحسين نوعية الحياة عن طريق التوقف عن تناول الأدوية ذات الآثار الضارة المحتملة أو في الحالات التي قد تتغير فيها دواعي استخدام العلاج الطبي.
- تعكس التغييرات في الأدلة التي تدعم العلاج.
- تعكس التغييرات في أهداف العلاج، مثل الانتقال إلى رعاية نهاية الحياة.[5]

وخلافًا لوصف الأدوية، فإن التوقف المناسب عن تناول الدواء لم يجذب نفس القدر من الاهتمام.

## رعاية نهاية الحياة
قد يتم إيقاف الأدوية في سياق رعاية نهاية الحياة، مثل الأدوية التي قد تؤثر على عوامل الخطر للإصابة بالأمراض في المستقبل. الأدوية التي قد يتم إيقافها كجزء من المناقشات حول رعاية نهاية الحياة تشمل الأدوية الخافضة للضغط، وأدوية مرض السكري، وأدوية ارتفاع نسبة الكوليسترول.

## الظروف المقيدة للحياة
بالنسبة للأشخاص الذين يعانون من حالة تحد من حياتهم مثل الخرف، من المهم مراعاة متى يجب التوقف عن تناول الأدوية المستخدمة لمنع الأحداث الخطيرة في المستقبل. توفر أداة ملاءمة الدواء للحالات الصحية المرضية المصاحبة أثناء الخرف (MATCH-D) إرشادات للأطباء والمستهلكين حول كيفية إدارة الأدوية.

## تأثيرات
قد يسبب التوقف عن تناول الدواء تأثيرات ارتدادية (عودة الأعراض التي خففها الدواء، إلى درجة أقوى مما كانت عليه قبل بدء العلاج لأول مرة) ومتلازمات الانسحاب (الأعراض الناجمة عن التوقف عن الدواء نفسه).
قد يكون من الصعب التكيف مع التوقف عن تناول الأدوية، وذلك بسبب الاستخدام طويل الأمد والرمزية المرتبطة بإيقاف الأدوية، مثل قرار إيقاف العلاج الكيميائي.
تظهر الأبحاث الحديثة أن الأطباء العامين الذين يفكرون في التوقف عن تناول الدواء، يترددون في القيام بذلك، لأنهم يشعرون أن القرار الأكثر أمانًا هو الاستمرار في الوصفات الطبية، بدلاً من التوقف عنها. ويرجع ذلك جزئيًا إلى الغموض المحيط بمدى ملاءمة التوقف عن تناول الدواء. لا تشجع الإرشادات السريرية المتاحة للأطباء العامين على التوقف عن تناول الدواء، وبالتالي، فهي توفر للأطباء العامين إطارًا ضعيفًا للتوقف.

### الأدوية المضادة لارتفاع ضغط الدم

#### سحب الأدوية الخافضة لضغط الدم لدى كبار السن
أحدث الأدلة ليس لديها دليل على وجود تأثير بسبب التوقف مقابل استمرار الأدوية المستخدمة لعلاج ارتفاع ضغط الدم أو الوقاية من أمراض القلب لدى كبار السن على الوفيات في جميع الحالات وحدوث النوبات القلبية. وتستند النتائج إلى أدلة منخفضة الجودة تشير إلى أنه قد يكون من الآمن إيقاف الأدوية المضادة لارتفاع ضغط الدم. ومع ذلك، لا ينبغي لكبار السن التوقف عن تناول أي من أدويتهم دون التحدث إلى أخصائي الرعاية الصحية.